# Mount Hercules
Mount Hercules ist ein Berg von 2200 m Höhe mit abgeflachtem Gipfel, der zwischen Mount Aeolus und Mount Jason in der Olympus Range im ostantarktischen Viktorialand aufragt.
Teilnehmer einer von 1958 bis 1959 durchgeführten Kampagne im Rahmen der neuseeländischen Victoria University’s Antarctic Expeditions benannten ihn nach Hercules, für seine Körperkraft bekannter Halbgott aus der griechischen Mythologie.